# Komóczi Mihály
Komóczi Mihály (Eger, 1968. június 4. –) klinikai szakpszichológus, igazságügyi szakértő, módszerspecifikus hipnoterapeuta.

## Élete
Általános iskolai tanulmányait és középiskolait is itt végezte. A Gárdonyi Géza Gimnáziumban tett sikeres érettségi vizsgát. Elvált, két gyermeke született Komóczi Máté és Komóczi Márk. Máté okleveles politológus, jelenleg joghallgató. Márk követi édesapja útját, pszichológia szakos hallgató.

## Felsőfokú tanulmányai
- 1997 KLTE BTK okleveles pszichológus és pszichológia szakos középiskolai tanár
- 1999 Magyar Hipnózis Egyesület Hipnoterapeuta (aktív-éber hipnózis specializáció)
- 2000 HIETE Klinikai és mentálhigiéniai felnőtt szakpszichológia szakvizsga
- 2003 SOTE ÁOK Igazságügyi klinikai szakpszichológia szakvizsga
- 2006 VIKOTE Kognitív -és viselkedésterapeuta
- 2020 PTE Klinikai- és Mentálhigéniai Gyermek és Ifjúsági Szakpszichológus

## Szakmai pályafutás
- Markhot Ferenc Kórház-Rendelőintézet
- ORFK
- Károli Gáspár Református Egyetem BTK Pszichológiai Intézet
- Eszterházy Károly Főiskola
- Heves Megyei Rendőr-főkapitányság
- SEB ÁOK Igazságügyi és Biztosításorvostani Intézet
- Komóczi és Társa Kft.

## Oktatói pályafutás, oktatott tárgyai
Károli Gáspár Református Egyetem
- Nulladévesek felkészítése, pszichológia felvételire
- Teljesítmény tesztek
- Gyermek teljesítmény tesztek
- Pszichodiagnosztika kérdőíves eljárások
- Igazságügyi pszichológia (KGRE BTK és KGRE ÁJK)

Eszterházy Károly Főiskola
- Fejlődéslélektani gyakorlat

Semmelweis Egyetem
- Továbbképzés igazságügyi szakértők részére
- Külső szakértő konzulens

## Publikációk
- Hipnózis-Hipnoterápia: Budapest, Medicina szerk.: Dr. Vértes Gabriella, A fóbiák és a generalizált szorongás hipnoterápiája (1. kiadás: 2006, ISBN szám: 963 226 029 5; 2. kiadás: 2015, ISBN szám: 978 963 226 517 9)
- Belügyi szemle (1995-2006), ISSN 1218-8956 , 2004. (52. évf.) 6. sz. 96-102. old. Az igazságügyi pszichológiai szakértő tevékenység általános és napi gyakorlati kérdései
- Educatio 1997/3 Antropológiai megközelítések a határterületekről Hastings Donnan – Thomas M. Wilson: Border approaches. Anthropological perspectives on frontiers. University Press of America, Inc., 1994. – recenzió
- Börtönügyi szemle, ISSN 1417-4758 , 1998. (17. évf.) 2. sz. 58-72. old. Falcolók: pszichológiai okok, pedagógiai alternatívák
- Alkalmazott Pszichológia: Kriminálpszichológia a rendőrségi gyakorlatban / Komóczi Mihály ; Mityók Csaba. – 7. (2005) 3., p. 41-57.

## Médiamegjelenések
- https://www.mok.hu/news.php?id=1241%5B%5D
- http://nol.hu/archivum/mennyit_er_egy_magyar_gyerek_europaban_-326057
- https://web.archive.org/web/20170206103646/http://www.heol.hu/heves/kek-hirek-bulvar/pszichologus-mentette-meg-a-teto-szelen-ulo-ongyilkosjeloltet-491729/
- https://web.archive.org/web/20170206021922/http://www.szabadfold.hu/cikk?12097
- https://web.archive.org/web/20170206103858/http://nava.hu/kereses-eredmenye/?search=%22Kom%C3%B3czi+Mih%C3%A1ly%22
- https://web.archive.org/web/20170228084847/https://www.hrportal.hu/hr/rorschach-teszt-tintapacakkal-a-vezetoi-szekig-20050613.html
- https://web.archive.org/web/20170612123503/http://weborvos.hu/lapszemle/barmennyire_nehez_is_fontos_perelni/239193/
- http://csepel.info/?p=2491%5B%5D
- http://www.blikk.hu/sztarvilag/pedofil-no-a-tv2-studiojaban/t8t7j42%5B%5D
- http://www.hirado.hu/2017/06/29/a-ferjet-akarta-megolni-de-a-gyereket-is-tonkretette/
- http://www.radiobezs.hu/radiobezs/radiobezs.archivplayer.page?szam=http%3A%2F%2Fwww.radiobezs.hu%2Fradiobezs_files%2FArch%25C3%25ADvum%2F1028_2100.mp3%5B%5D
- http://www.radiobezs.hu/radiobezs/radiobezs.archivplayer.page?szam=http%3A%2F%2Fwww.radiobezs.hu%2Fradiobezs_files%2FArch%25C3%25ADvum%2F1028_2200.mp3%5B%5D
- https://www.hirado.hu/2017/09/22/rafinalt-modszereik-ellenere-is-lebuktak-a-csalok/
- https://www.hirado.hu/2017/09/15/rengeteg-a-megvalaszolatlan-kerdes-a-csaladi-tragedia-hattereben/
- https://www.hirado.hu/2017/10/16/kekfeny-megvertek-megoltek-volna-mondta-a-fiatal-no-akit-10-evig-eroszakolt-az-apja/
- https://mno.hu/belfold/veralgebra-mennyit-er-egy-halott-gyermek-vagy-egy-toloszekben-leelt-elet-2401280
- https://web.archive.org/web/20180202071526/https://www.hirmagazin.eu/megvertek-megoltek-volna-mondta-a-fiatal-no-akit-10-evig-eroszakolt-az-apja-18
- https://web.archive.org/web/20180406101924/http://alfoldhir.hu/2017/09/rafinalt-modszereik-ellenere-is-lebuktak-a-csalok/
- https://web.archive.org/web/20190121064507/http://patriota.info/riport-a-verfertozesre-kenyszeritett-csecsemo-gyilkossaggal-vadolt-lannyal/
- https://www.hirado.hu/belfold/kekfeny/cikk/2019/01/22/felmilliard-forint-kalandos-tortenete
- https://www.hirado.hu/belfold/kekfeny/cikk/2019/03/26/tulvilagi-hokuszpokusszal-idos-emberektol-csalt-ki-milliokat

## Tisztségek
- Egészségügyi szakmai kollégium Klinikai szakpszichológiai és Pszichoterapeuta Klinikai Pszichológiai tanácsának tagja, 2017-

## Kiemelt hivatkozások írásaira
- Farkas Ákos – Róth Erika – A büntetőeljárás, complex kiadó 2012. (Komóczi Mihály (2004) Az igazságügyi pszichológiai szakértő tevékenység általános és napi gyakorlata, BSZ. 2004/6. sz.)

## Linkek
- https://web.archive.org/web/20200217220803/https://videoportre.hu/videok/publikus%3Fpage%3D113
- https://kollegium.aeek.hu/Hirek/Details/29?AspxAutoDetectCookieSupport=1%5B%5D
- https://web.archive.org/web/20171107012211/http://www.omfi.hu/letolt/20150528_Fegyvertartok_jegyzeke.pdf
- https://videoportre.hu/videok/publikus?page=107%5B%5D
- http://semmelweis.hu/klinikai-pszichologia/files/2016/03/Összefoglaló-a-Klinikai-Pszichológia-Tagozat-4.5-éves-munkájáról_Beadvány.pdf%5B%5D
- http://tr.ajk.pte.hu/tt_1718_1/nap_diff_bun_indexd95a.html%5B%5D
- https://web.archive.org/web/20190125070713/http://www.hipnozis.hu/adatbazis.html
- http://epa.oszk.hu/01500/01551/00013/pdf/443.pdf
- https://www.oftex.hu/project_o/system/launch.php?pg=@1./oftex/TANF_Adatlap_SUB_Orarend.php?TID=63437&Modosit=0&retcode=adatlap%5B%5D